# Попова, Валентина Ивановна

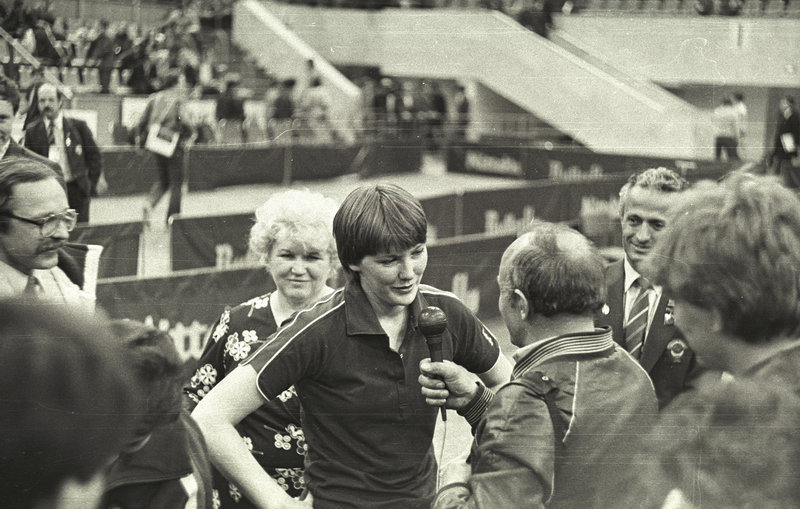
Валентина Попова на чемпионате Европы-1984 в Москве

Валентина Ивановна Попова (род. 21 ноября 1960, Сумгаит) — советская и словацкая спортсменка (настольный теннис), многократная чемпионка Европы, СССР и Словакии участница трёх олимпийских игр. Заслуженный мастер спорта СССР.

## Биография

### Как игрок
Чемпионка СССР 1977—1981 (пять раз подряд), 1989 в одиночных соревнованиях, 1981, 1983, 1984, 1987, 1989 в женских парных (с Нарине Антонян, Раисой Тимофеевой и Галиной Мельник), 1979, 1984, 1987 — в смешанных парах (с Анатолием Строкатовым и Игорем Подносовым).
Чемпионка Европы 1980 и 1984 годов в одиночном разряде, 1976, 1980, 1984, 1988 в команде, 1980, 1984 — в парном первенстве (с Нарине Антонян), в смешанных парах — 1984 (с французом Жаком Секретэном).
На чемпионате Европы 1976 года спортсменка впервые стала чемпионкой Европы в командном турнире, играя за сборную СССР. На ЧЕ-1980 Попова выиграла три золотые медали — в одиночном разряде, в парном (с Наринэ Антонян), и в командном турнире (сборная СССР). На ЧЕ-1984 она победила во всех четырёх разрядах — в одиночном, в парном (с Наринэ Антонян), в миксте (с Жаком Секретэн) и в командном турнире (сборная СССР), став таким образом второй (после Зои Рудновой) абсолютной чемпионкой континента. На ЧЕ-1986 Попова смогла сыграть лишь в командном турнире, поскольку федерация настольного тенниса СССР не заявила спортсменку в личных турнирах. На ЧЕ-1988 Попова в четвёртый раз завоевала золотую медаль в командном турнире в составе сборной СССР.
В 1992 году Попова вместе с семьёй покинула Азербайджан и переехала в Словакию (Братислава). С начала 1994 года спортсменка получила право представлять Словакию на международных турнирах, и выступая за сборную Словакии на ЧЕ-1994, стала бронзовой медалисткой в смешанном разряде (с Мартином Трушкой). В 1996 году Попова стала чемпионкой Словакии в одиночном и в парном (вместе с Сусанной Поляцковой) разрядах.
В сезоне 2014/15 выступала в 1-й австрийской женской бундеслиге за команду «SCO Bodensdorf».
Принимала участие в трех летних олимпиадах - 1988, 1992 и 1996 годов.

### Как тренер
В настоящее время[какое?] является тренером женской сборной Словакии по настольному теннису.

## Личная жизнь
Имеет филологическое высшее образование. С 1985 года замужем, супруг — журналист. Семья имеет одного сына (род. 1985). Попова владеет немецким языком.